# Florence Kiplagat
Florence Jebet Kiplagat (Kapkitony, 27 de fevereiro de 1987) é uma corredora de longa distância queniana, recordista e campeã mundial da meia maratona, campeã mundial de cross-country e duas vezes campeã da Maratona de Berlim.
Medalha de prata nos 5000 m dos Campeonato Mundial Júnior de Atletismo de 2006, tornou-se campeã mundial de cross-country em 2009, em Amã, na Jordânia. No ano seguinte, conquistou a medalha de ouro no Campeonato Mundial de Meia Maratona realizado na China, com a marca de 1h08m34s para a distância. 
Kiplagat estreou na maratona em 2011, vencendo a Maratona de Berlim com a marca de 2:19.44, então a quinta mulher do mundo a correr a distância em menos de 2:20. No mesmo ano, manteve seu domínio na distância menor, vencendo a Meia Maratona de Sapporo, no Japão. Com o sucesso em sua estreia na maratona, ela dedicou-se a conquistar uma vaga na equipe feminina queniana que disputaria a maratona em Londres 2012, mas ficou de fora dos Jogos por chegar apenas em quarto lugar na seletiva nacional.
Em 2013 ela venceu pela segunda vez a Maratona de Berlim, com o tempo de 2:21.13. Por coincidência, nas duas vezes em que venceu em Berlim, o recorde mundial masculino foi quebrado na mesma prova por seus compatriotas, em 2011 por Patrick Makau e em 2013 por Wilson Kipsang.
Kiplagar tem 30:11.53 para os 10.000 m, recorde nacional feminino queniano para esta distância. Em fevereiro de 2014 ela tornou-se recordista mundial da meia-maratona, com o tempo de 1:05.12, conquistado em Barcelona, Espanha, quebrando em 38s a marca anterior da compatriota Mary Keitany. Em abril, foi a segunda colocada na Maratona de Londres, com 2:20.24.
Em fevereiro de 2015 quebrou seu próprio recorde mundial da meia-maratona, novamente em Barcelona,  estabelecendo novo tempo de 1:05.09. Em outubro do mesmo ano venceu pela primeira vez a Maratona de Chicago, em 2:23:33.